# الدوري الفرنسي
الدوري الفرنسي الدرجة الأولى (بالفرنسية: Ligue 1)أو دوري ماكدونالدز للدرجة الأولى لأسباب الرعاية (بالفرنسية: Ligue 1 McDonald's) هو مسابقة الدوري لأندية كرة القدم المحترفة في فرنسا. تأسس بنظامه الحالي عام 2002، ويعدّ أحد دوريات النخبة على مستوى العالم.
ينطلق الدوري الفرنسي في شهر أغسطس وينتهي في شهر مايو، تم تقليص عدد الأندية من 20 نادياً إلى 18 اعتباراً من موسم 2023–24، يلعب كل منهم 34 مباراة، ليصبح المجموع 306 مباريات في الموسم الواحد، تلعب معظم المباريات يومي السبت و‌الأحد، ولكن تلعب عدد قليل من المباريات خلال أمسيات منتصف الأسبوع.
بدأ الدوري الفرنسي الدرجة الأولى في موسم 1932–33، وفاز بذلك الموسم نادي ليل. واستمر الدوري حتى عام 1939. حيث توقف بسبب الحرب العالمية الثانية ثم عاد في عام 1945 بعد انتهاء الحرب وفاز به نادي ليل وهو مستمر حتى الآن. يعدّ نادي باريس سان جيرمان هو الأكثر فوزًا باللقب بواقع 13 لقبا، يليه نادي نادي سانت إتيان الذي يمتلك 10 ألقاب٫ البطل الحالي هو نادي باريس سان جيرمان الذي أحرز اللقب موسم 2024–25.

## التاريخ

### البداية
قاومت كرة القدم الفرنسية الاحتراف حتى عام 1930، إلى أن تم ترخيص الاحتراف في عام 1930. في يوليو 1930، صوّت الاتحاد الفرنسي لكرة القدم بأغلبية 128 صوتًا مقابل 20 وامتناع واحد لبدء الاحتراف في فرنسا. يعتبر المؤسسون الحقيقيون للاحتراف في فرنسا هم جورج بايرو وإيمانويل جامبارديلا وغابرييل هانوت.
قرر الاتحاد قصر الاحتراف على عدد محدود من الأندية. ثم أقام بطولة وطنية مكونة من عشرين ناديا. هم وحدهم يمكن أن يشاركوا في البطولة الإحترافية في 1932-1933. حدد الاتحاد الفرنسي لكرة القدم ثلاث قواعد للحد من عدد طلبات الحصول على الوضع الاحترافي:
- أن يكون النادي قد حصل على نتائج مقنعة في الماضي.
- أن يكون النادي لديه نقود كافية لتحقيق التوازن بين الموارد المالية.
- يكون في النادي ثمانية لاعبين محترفين على الأقل.

### ما قبل الحرب العالمية الثانية (1932-1939)

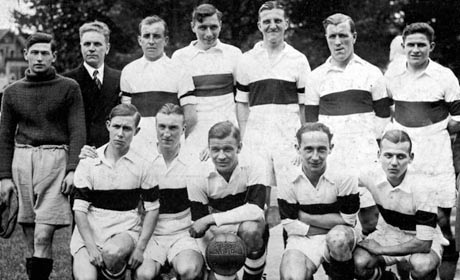
أولمبيك ليل، الفائز بالبطولة الفرنسية الأولى عام 1933.

أقيمت النسخة الأولى من بطولة كرة القدم الفرنسية المحترفة، المسماة القسم الوطني، في الفترة من 1932 إلى 1933. وتم تقسيم الفرق العشرون إلى مجموعتين مجموعة الشمال والجنوب. بدأت المباريات في 11 سبتمبر. واندلع الجدل الأول في ديسمبر بعد «مباراة فاضحة» فاز بها أولمبيك مرسيليا على ملعب أولمبيك ليل (0-7). سرعان ما طغت فضيحة جديدة حيث أفادت تقارير أن نادي أنتيب جوان لي بان حاول شراء المباراة ضد إس سي فايفز (5-0). اعترف مدرب النادي أنه قام برشوة عدة لاعبين من فايفز خلال اليوم الأخير من البطولة من أجل ضمان الفوز والتأهل للنهائي؛ لذلك تم شطبه مدى الحياة. تم خصم النقاط من النادي، ولم يُسمح له باللعب في نهائي البطولة.
في نهاية الموسم، فاز أولمبيك ليل بالبطولة وهبط ستة أندية إلى الدرجة الثانية التي تم إنشاؤها لأول مرة.
لعب أربعة عشر ناديًا فقط في الموسم التالي. المنافسة كانت قريبة جدًا بين نادي سيت وأندية أولمبيك مرسيليا وإس سي فايفز وأولمبيك ليل. فاز نادي سيت في النهاية بلقب الدوري.
في عام 1934، استقر شكل البطولة بستة عشر فريقًا. سيطر نادي سوشو بسلسلة من 17 مباراة دون هزيمة بين نوفمبر وأبريل. توج سوشو أخيرًا بلقب البطولة في اليوم الأخير بفضل الفوز على أولمبيك مرسيليا. هيمن أولمبيك ليل على النسخة الرابعة والتي شهدت تنافساً قوياً مع راسينغ كولومب، على الرغم من التقدم الملحوظ في يناير، إلا أن راسينغ كولومب تجاوزوا أولمبيك ليل في أبريل، وحققوا بدورهم بطولة الدوري.
في موسم 1936-1937، كان من الضروري ولأول مرة اللجوء إلى فارق الأهداف (المسجلة - المستقبلة) لتحديد الفائز بلقب الدوري من بين أولمبيك مرسيليا ونادي سوشو المتساويان في النقاط، فاز مرسيليا الذي كان يملك معدل أهداف 1.76 مقابل 1.33 لنادي سوشو. في 1937-1938، فاز نادي سوشو بلقب الدوري وكان الوصيف حينها أولمبيك مرسيليا. في موسم 1938-1939، شهدت النسخة السابعة من البطولة والأخيرة قبل الحرب العالمية الثانية، فاز نادي سيت بلقب الدوري، متقدمًا على أولمبيك مرسيليا وراسينغ.
بسبب الحرب العالمية الثانية، تم تعليق أنشطة كرة القدم من قبل الحكومة الفرنسية، على الرغم من أن الأندية الأعضاء استمرت في اللعب في المسابقات الإقليمية. تم إلغاء الاحتراف من قبل نظام فيشي وأجبرت الأندية على المشاركة في البطولات الإقليمية، والمعروفة باسم المنطقة الجنوبية والمنطقة الشمالية.

### فترة ما بعد الحرب العالمية الثانية (1945-1952)
بعد انتهاء الحرب وتحرير فرنسا عادت كرة القدم المحترفة إلى فرنسا. رفع دوري الدرجة الأولى عدد الأندية إلى 18. يعد نادي ليل هو النادي الأفضل في فترة ما بعد الحرب. حيث فاز النادي باللقب الأول عام 1946، متقدماً على نادي سانت إتيان، الذي حصد المركز الثاني. فاز روبيه توركوين باللقب عام 1947 بفارق أربع نقاط عنستاد ريمس. فاز أولمبيك مرسيليا بلقب الدوري الثالث بتقدمه على نادي ليل وستاد ريمس في عام 1948. في عام 1949، فاز شباب ستاد ريمس باللقب الأول متجاوزين نادي ليل في نهاية الموسم. في عام 1950، كان دور جيروندان بوردو للفوز باللقب، رغم ترقيهم للدرجة الأولي حديثاً، نظراً لإحتواء الفريق على دفاع لا يُقهر. قبل أن يقوم نادي نيس، بقيادة اللاعب يسو أمالفي، بالفوز بلقبي دوري في عام 1951 و 1952.

### سيطرة ستاد ريمس (1952-1963)

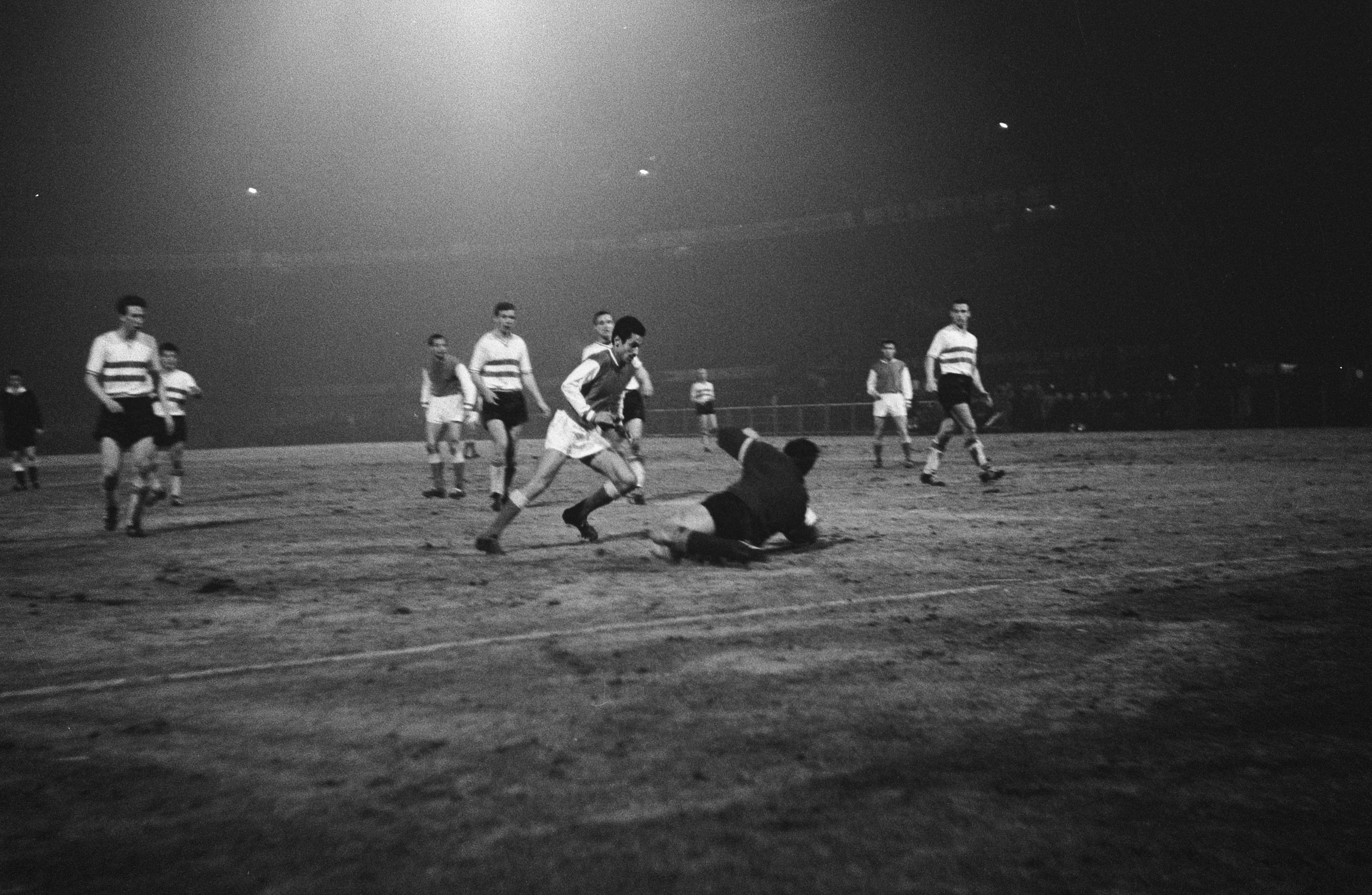
حسن أقصبي بقميص ريمس عام 1963.

تحت قيادة ألبرت باتو منذ عام 1950، أعلن ستاد دي ريمس نفسه منذ عام 1952 كفريق منافس على لقب البطولة. لم يخرج النادي أبدًا عن المركز الرابع منذ عام 1945. طبق النادي سياسة تجنيد المواهب الشابة والتدريب التي أتت ثمارها بظهور المهاجم بيير سينيبالدي. نجوم هذ الفترة كانو صانع الألعاب ريموند كوبا والقائد روبيرت جونكويت وأرماند بنفيرن. في عام 1953، فاز فريق ستاد ريمس بالبطولة بدون منافس، وقدم أفضل هجوم وأفضل دفاع. في نهاية موسم 1953-1954 حصد نادي ليل لقب بطولة الدوري. وانتقم فريق ستاد ريمس في الموسم التالي وفازوا بالبطولة.
نسخة 1956 من البطولة فاز بها نادي نيس بقيادة لويس كارنيجليا، بينما فاز نادي سانت إتيان بالبطولة في عام 1957 بفارق أربع نقاط علي على نادي لانس. أفضل لاعبي سانت إتيان في ذلك الوقت هم كلود أبيه، كيس ريجفيرس، رشيد مخلوفي وإيوجين نجو ليا، بقيادة جان سنيلا. فاز ستاد ريمس بلقب الدوري في عام 1958. بينما في عام 1959 حصل نادي نيس على لقب الدوري، هبط في نفس الموسم أولمبيك مرسيليا إلى الدرجة الثانية.
فاز ستاد ريمس بلقبين جديدين للبطولة في عامي 1960 و 1962، وسيطر على منافسيه بسهولة. في عام 1961، خسر ستاد ريمس اللقب لصالح موناكو، حيث ضمن انتصار موناكو على ستاد ريمس التتويج ببطولة فرنسا.
اضطر جاست فونتين إلى الإعتزال في عام 1962، وأنهى ستاد ريمس الموسم التالي في المركز الثاني خلف موناكو، بطل فرنسا في عام 1961. مما دفع مسؤولي ريمس إلى عدم تجديد عقد المدرب في نهاية موسم 1962-1963، وكان هذا بمثابة نهاية هيمنة ستاد دي ريمس على كرة القدم الفرنسية.

### سيطرة سانت إتيان (1963-1983)

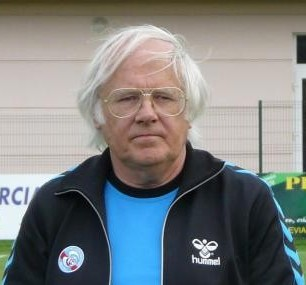
جيلبرت جريس مدرب ستراسبورغ في 1979

في عام 1963، فاز نادي سانت إتيان بلقب الدوري الثاني له. في الوقت نفسه، أدى الهبوط المشترك لأندية ستاد ريمس وراسينغ كولومب ونادي نيس إلى هيمنة سانت إيتيان على كرة القدم الفرنسية على مدى عشرين عامًا، وهو ما كان يُعد بمثابة «العصر العظيم للخضر». ومع ذلك، لم يفزوا بالبطولة مرة أخرى حتى عام 1967 بعد منافسة مع فريق نانت.
في 1964، فاز نادي نانت بقيادة خوسيه أريباس بأول لقب له في الدوري الفرنسي. فاز نانت باللقب بعد الفوز (2-1) على موناكو في حضور 20 ألف متفرج. جاكي سيمون، كان هداف البطولة بأربعة وعشرين هدفًا وأصبح أول لاعب في نادي نانت يرتدي قميص المنتخب الفرنسي. أكمل النادي سجل انتصاراته ذلك الموسم في كأس فرنسا وفي كأس السوبر الفرنسي. احتفظ نادي نانت بلقب الدوري الفرنسي في الموسم التالي وأنهوا الموسم بأفضل الدفاع (36 هدفًا) وأفضل هجوم (84 هدفًا) وحصل اللاعب فيليب غونديه علي لقب الهداف (بـ 36 هدفاً في 37 مباراة بالدوري). ومع ذلك، خسر النادي في نهائي كأس فرنسا أمام ستراسبورغ (0-1).
في عام 1967 حقق نادي سانت إتيان لقب البطولة بعد منافسة أخرى حادة مع نادي نانت. في عام 1968، حققت صفقة انتقال ألبرت باتو نجاحًا استثنائيًا، حيث فاز بأول ثنائية في بطولة الدوري في تاريخه بمجرد إنتقاله، وسيطر النادي على منافسيه بشكل كبير. احتفظ نادي سانت إتيان باللقب في الموسم التالي، على الرغم من المنافسة من جيروندان بوردو، مما جعل نادي سانت إتيان أول ناد فرنسي يفوز بثلاثة ألقاب في الدوري الفرنسي على التوالي. في عام 1970، فاز نادي سانت إتيان بالدوري الفرنسي مرة أخري.
في عام 1971، وبعد منافسة شرسة فاز أولمبيك مرسيليا بلقب الدوري الفرنسي، مع ثنائي مهاجم مكون من جوزيب سكوبلار الذي سجل 44 هدفًا، وهو الرقم القياسي للأهداف المسجلة في الدوري في موسم واحد، وروجر ماغنوسون. ثم وجّه أولمبيك مرسيليا ضربة لنادي سانت إتيان عن طريق إستقدام جورج كارنو وبيرنار بوسكيير من الخضر، الذين سيسمحون لهم بتحقيق ثاني بطولة دوري للمرة الأولى في تاريخهم في الموسم التالي.
فاز فريق نانت بالدوري الفرنسي عام 1973، ثم انتقم نادي سانت إتيان في السنوات التالية من خلال الفوز في ثلاث نسخ جديدة من بطولة الدوري في أعوام 1974 و1975 و 1976. في أواخر سبعينيات القرن الماضي، حصل نادي موناكو على لقبين في عام 1978 و1982. بينما فاز نادي ستراسبورغ تحت قيادة المدرب جيلبرت جريس بنسخة عام 1979. أدي تعاقد نادي سانت إتيان مع الشاب ميشيل بلاتيني واللاعب الهولندي الدولي جوني ريب إلى عودة الخضر إلى صدارة كرة القدم الفرنسية في عام 1981 بفضل بلاتيني الذي وصل إلى قمة مستواه.

### سيطرة جيروندان بوردو وأولمبيك مرسيليا (1983-1993)

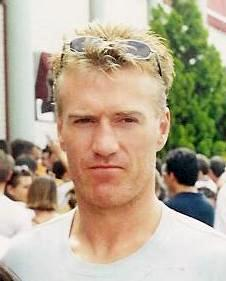
ديشان قائد أولمبيك مرسيليا في عام 1993.

في منتصف الثمانينيات، كان جيروندان بوردو هو الفريق المتسيد لكرة القدم الفرنسية. حيث فاز النادي بثلاثة ألقاب في 1984 و1985 و1987. في نهاية موسم 1990-1991 عندما احتل النادي المركز العاشر، قررت دائرة الرقابة الإدارية الوطنية أن يهبط جيروندان بوردو إلى دوري الدرجة الثانية بسبب عجز ميزانيتهم (حوالي 45 مليون يورو). خلال هذه الفترة من سيطرة بوردو، فاز فريقان آخران بلقب بطل فرنسا هما باريس سان جيرمان عام 1986 ونادي موناكو عام 1988 بقيادة أرسين فينجر.
تبع ذلك فترة طويلة من هيمنة أولمبيك مرسيليا المعروفة باسم عصر تابي، نسبة إلى اسم رئيس مرسيليا في ذلك الوقت برنارد تابي، والتي شهدت تعاقب لاعبين عظماء مثل جان بيير بابان، كريس وادل، ديدييه ديشان، مارسيل ديسايي، رودي فولر أو إريك كانتونا ومدربون مشهورون مثل فرانز بيكنباور، جيرارد جيلي أو رايموند غويثالس.فاز النادي بأربع بطولات فرنسية من 1989 إلى 1992 وكأس فرنسا في 1989. تأهل بانتظام إلي دوري أبطال أوروبا، ووصل إلى الدور نصف النهائي من دوري أبطال أوروبا عام 1988 أمام أياكس أمستردام تحت قيادة دينيس بيركامب، ثم نصف نهائي دوري أبطال أوروبا 1990 أمام نادي بنفيكا. هُزم إيه سي ميلان على يد أولمبيك مرسيليا، هذه المرة في نهائي دوري أبطال أوروبا 1993 في ميونيخ بنتيجة (1-0)، في 26 مايو 1993. وكانت هذه البطولة الأولي لنادي فرنسي في دوري أبطال أوروبا، والتي أعقبها فضيحة رشوة كرة القدم الفرنسية.

### سنوات التبادل (1993-2001)
في 1993-1994، عزز البرازيلي راي صفوف باريس سان جيرمان، الذي تصدر البطولة في أكتوبر وفاز أخيرًا باللقب ضد منافسه أولمبيك مرسيليا. الموسم التالي هو موسم نادي نانت، الذي وصل إلى نهائي كأس فرنسا 1993 مع لاعبين مثل باتريس لوكو وكريستيان كاريمبو وكلود ماكيليلي ونيكولا بيير أوديك قبل أن يفوز بالدوري الفرنسي عام 1995 وهو لقب النادي السابع، محققاً رقماً قياسياً في 32 مباراة متتالية دون هزيمة.

## أرقام فريدة
أرقام من الدوري الفرنسي منذ نشأته إلى غاية موسم 2015-16.
- أول من حقق اللقب هو نادي أولمبيك ليل في موسم 1932-33.
- أكثر نادي حقق اللقب هو باريس سان جيرمان حيث حقق اللقب 13 مرة.
- أكثر نادي حقق اللقب دون انقطاع هو أولمبيك ليون حيث حقق اللقب سبع مرات متتالية من موسم 2001-2002 إلى موسم 2007-2008.
- أطول مدة ظل فيها فريق من دون هزيمة خلال موسم واحد حققها نانت حيث لم يتلق هزيمة خلال 32 مباراة في موسم 1994-1995.
- أطول مدة ظل فيها فريق من دون هزيمة حققها ستراسبورغ حيث لم يتلقى هزيمة خلال 38 مباراة خلال الموسمين 1977-1979.
- أطول مدة ظل فيها فريق من دون هزيمة في ملعبه حققها نانت بواقع 98 مباراة وذلك من 15 مايو 1976 إلى 7 أبريل 1981.
- أكثر فرق حققت انتصارات في موسم واحد هي ستاد ريمس في موسم 1959-1960م ونادي موناكو في موسم 1960-1961م ونادي نانت في موسمين 1965-1966 و1979-1980 حيث حقق كل منهم 26 فوزاً في الموسم الواحد.
- أسرع من حقق اللقب هو نادي باريس سان جيرمان عندما حقق اللقب في الجولة 30 من موسم 2015–16، يليه أولمبيك ليون عندما حقق اللقب في الجولة 33 من موسم 2006–07.[30]

## سجل الفائزين
| - 1932/1933: أولمبيك ليل - 1933/1934: سيت - 1934/1935: سوشو - 1935/1936: راسينغ باريس - 1936/1937: أولمبيك مارسيليا - 1937/1938: سوشو - 1938/1939: سيت - ما بين عامي 1939 و 1945: لم تقم البطولة - 1945/1946: ليل - 1946/1947: روبيه توركوين - 1947/1948: أولمبيك مارسيليا - 1948/1949: ستاد ريمس - 1949/1950: جيروندان بوردو - 1950/1951: نيس - 1951/1952: نيس - 1952/1953: ستاد ريمس - 1953/1954: ليل - 1954/1955: ستاد ريمس - 1955/1956: نيس - 1956/1957: سانت إتيان - 1957/1958: ستاد ريمس - 1958/1959: نيس - 1959/1960: ستاد ريمس - 1960/1961: موناكو - 1961/1962: ستاد ريمس - 1962/1963: موناكو - 1963/1964: سانت إتيان - 1964/1965: نانت - 1965/1966: نانت - 1966/1967: سانت إتيان - 1967/1968: سانت إتيان - 1968/1969: سانت إتيان - 1969/1970: سانت إتيان | - 1970/1971: أولمبيك مارسيليا - 1971/1972: أولمبيك مارسيليا - 1972/1973: نانت - 1973/1974: سانت إتيان - 1974/1975: سانت إتيان - 1975/1976: سانت إتيان - 1976/1977: نانت - 1977/1978: موناكو - 1978/1979: ستراسبورغ - 1979/1980: نانت - 1980/1981: سانت إتيان - 1981/1982: موناكو - 1982/1983: نانت - 1983/1984: جيروندان بوردو - 1984/1985: جيروندان بوردو - 1985/1986: باريس سان جيرمان - 1986/1987: جيروندان بوردو - 1987/1988: موناكو - 1988/1989: أولمبيك مارسيليا - 1989/1990: أولمبيك مارسيليا - 1990/1991: أولمبيك مارسيليا - 1991/1992: أولمبيك مارسيليا - 1992/1993: جُرِّدَ أولمبيك مارسيليا من اللقب بسبب فضيحة المنشطات ولم يتوج أي ناد - 1993/1994: باريس سان جيرمان - 1994/1995: نانت - 1995/1996: أوكسير - 1996/1997: موناكو - 1997/1998: لانس - 1998/1999: جيروندان بوردو - 1999/2000: موناكو - 2000/2001: نانت | - 2001/2002: أولمبيك ليون - 2002/2003: أولمبيك ليون - 2003/2004: أولمبيك ليون - 2004/2005: أولمبيك ليون - 2005/2006: أولمبيك ليون - 2006/2007: أولمبيك ليون - 2007/2008: أولمبيك ليون - 2008/2009: جيروندان بوردو - 2009/2010: أولمبيك مارسيليا - 2010/2011: ليل - 2011/2012: مونبلييه - 2012/2013: باريس سان جيرمان - 2014/2013: باريس سان جيرمان - 2015/2014: باريس سان جيرمان - 2016/2015: باريس سان جيرمان - 2017/2016: موناكو - 2018/2017: باريس سان جيرمان - 2019/2018: باريس سان جيرمان - 2020/2019: باريس سان جيرمان - 2021/2020: ليل - 2022/2021: باريس سان جيرمان - 2023/2022: باريس سان جيرمان - 2024/2023: باريس سان جيرمان - 2025/2024: باريس سان جيرمان |

- توقف الدوري في الفترة ما بين 1939 و1945 بسبب أحداث الحرب العالمية الثانية. [31]
- في موسم 2019–20 أصدرت الحكومة الفرنسية قراراً بعدم استكمال جميع المنافسات الرياضية في البلاد بما فيها بطولة الدوري بسبب جائحة فيروس كورونا، بعد ذلك أعلنت رابطة الأندية الفرنسية المحترفة منح اللقب إلى باريس سان جيرمان باعتباره متصدراً لجدول الترتيب آنذاك.[32] [33]

## الأكثر تتويجاً

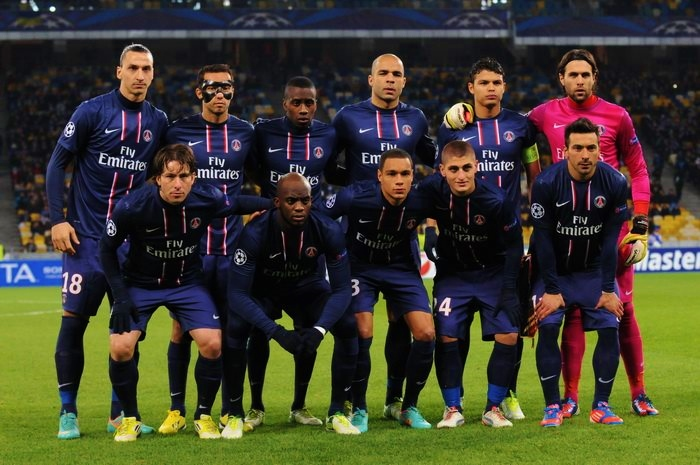
باريس سان جيرمان الأكثر تتويجاً بلقب الدوري

| الترتيب | النادي           | البطل | الوصيف | سنوات البطولة |
| ------- | ---------------- | ----- | ------ | --- |
| 1       | باريس سان جيرمان | 13    | 9      | 1985–86، 1993–94، 2012–13، 2013–14، 2014–15، 2015–16، 2017–18، 2018–19، 2019–20، 2021–22، 2022–23، 2023–24، 2024–25 |
| 2       | سانت إتيان       | 10    | 3      | 1956–57، 1963–64، 1966–67، 1967–68، 1968–69، 1969–70، 1973–74، 1974–75، 1975–76، 1980–81                            |
| 3       | أولمبيك مارسيليا | 9     | 13     | 1936–37، 1947–48، 1970–71، 1971–72، 1988–89، 1989–90، 1990–91، 1991–92، 2009–10                                     |
| 4       | موناكو           | 8     | 7      | 1960–61، 1962–63، 1977–78، 1981–82، 1987–88، 1996–97، 1999–2000، 2016–17                                            |
| 4       | نانت             | 8     | 7      | 1964–65، 1965–66، 1972–73، 1976–77، 1979–80، 1982–83، 1994–95، 2000–01                                              |
| 5       | أولمبيك ليون     | 7     | 5      | 2001–02، 2002–03، 2003–04، 2004–05، 2005–06، 2006–07، 2007–08                                                       |
| 6       | جيروندان بوردو   | 6     | 9      | 1949–50، 1983–84، 1984–85، 1986–87، 1998–99، 2008–09                                                                |
| 6       | ستاد ريمس        | 6     | 3      | 1948–49، 1952–53، 1954–55، 1957–58، 1959–60، 1961–62                                                                |
| 7       | ليل              | 4     | 7      | 1945–46، 1953–54، 2010–11، 2020–21                                                                                  |
| 7       | نيس              | 4     | 3      | 1950–51، 1951–52، 1955–56، 1958–59                                                                                  |
| 8       | سوشو             | 2     | 3      | 1934–35، 1937–38 |
| 8       | سيت              | 2     | –      | 1933–34، 1938–39 |
| 9       | لانس             | 1     | 5      | 1997–98 |
| 9       | راسينغ كولومب    | 1     | 2      | 1935–36 |
| 9       | ستراسبورغ        | 1     | 1      | 1978–79 |
| 9       | أولمبيك ليل      | 1     | –      | 1932–33 |
| 9       | روبيه توركوين    | 1     | –      | 1946–47 |
| 9       | أوكسير           | 1     | –      | 1995–96 |
| 9       | مونبلييه         | 1     | –      | 2011–12 |
| 10      | نيم أولمبيك      | –     | 4      | – |
| 11      | كان              | –     | 1      | – |
| 11      | فايفز            | –     | 1      | – |
| 11      | تولوز 1937       | –     | 1      | – |
| 11      | ميتز             | –     | 1      | – |

## الإحصائيات

### أكثر من شارك

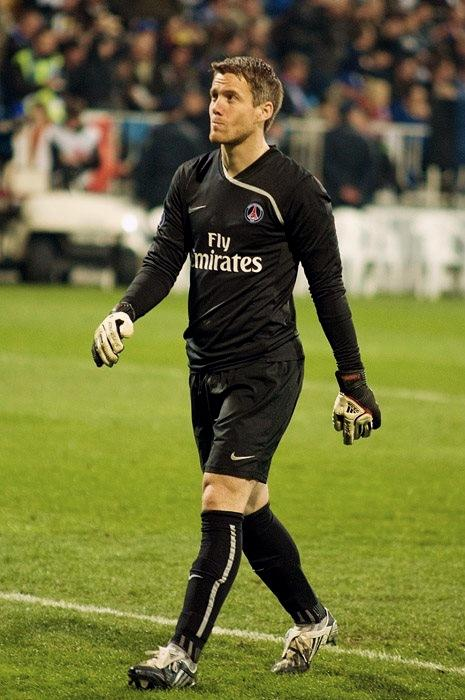
الفرنسي ميكائيل لاندرو، أكثر من شارك في الدوري بعدما شارك في 618 مباراة.

| اللاعب | اللاعب                  | الفترة    | النادي                                                          | عدد المباريات |
| ------ | ----------------------- | --------- | --------------------------------------------------------------- | ------------- |
| 1      | ميكائيل لاندرو          | 1997–2014 | نادي نانت، باريس سان جيرمان، نادي ليل، نادي باستيا              | 618           |
| 2      | جان لو إيتوري           | 1975–1994 | نادي موناكو                                                     | 602           |
| 3      | دومينيك دروبسي          | 1971–1989 | نادي فالينسيان، نادي ستراسبورغ، جيروندان بوردو                  | 596           |
| 4      | دومينيك باراتيلي        | 1967–1985 | نادي أجاكسيو، نيس، باريس سان جيرمان                             | 593           |
| 5      | ألاين غيريسي            | 1970–1988 | جيروندان بوردو، أولمبيك مارسيليا                                | 586           |
| 6      | سيلفان كاستيندوتش       | 1982–2001 | ميتز، نادي سانت إتيان، نادي تولوز                               | 577           |
| 7      | باتريك باتيستون         | 1973–1991 | جيروندان بوردو، ميتز، نادي سانت إتيان، نادي موناكو              | 558           |
| 8      | جاكي نوفي               | 1964–1980 | أولمبيك مارسيليا، نيم أولمبيك، باريس سان جيرمان، نادي ستراسبورغ | 545           |
| 9      | روجيه مارش              | 1944–1962 | ستاد ريمس، راسينغ كولومب                                        | 542           |
| 10     | جان بول بيرتران-ديمانيه | 1969–1988 | نادي نانت                                                       | 532           |

### أكثر من سجل

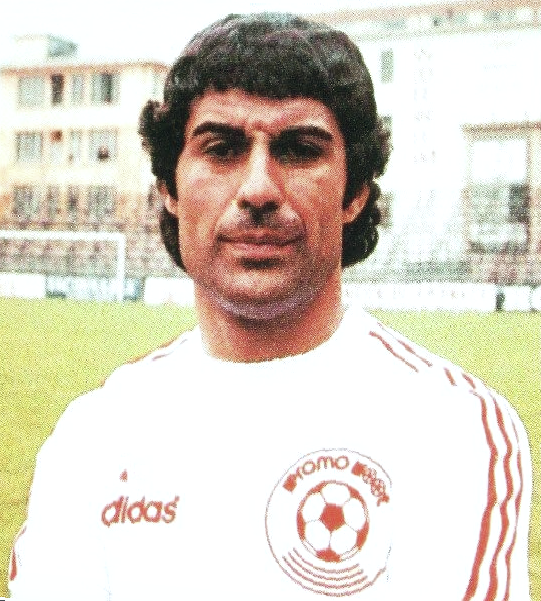
الأرجنتيني ديليو أونيس، هداف الدوري بعدما سجل 299 هدفاً.

| اللاعب | اللاعب         | الفترة    | النادي                                                | الأهداف      | عدد المباريات |
| ------ | -------------- | --------- | ----------------------------------------------------- | ------------ | ------------- |
| 1      | ديليو أونيس    | 1971–1986 | نادي موناكو، ستاد ريمس، نادي تور، نادي تولون          | 299 (Ø 0,66) | 449           |
| 2      | بيرنارد لاكومب | 1969–1987 | أولمبيك ليون، نادي سانت إتيان، جيروندان بوردو         | 255 (Ø 0,51) | 497           |
| 3      | هيرفي ريفيلي   | 1965–1978 | نادي سانت إتيان، نيس                                  | 216 (Ø 0,55) | 389           |
| 4      | روجيه كورتوا   | 1932–1956 | نادي سوشو، نادي تروا                                  | 210 (Ø 0,72) | 288           |
| 5      | ثادي سيسوفسكي  | 1947–1961 | ميتز، راسينغ كولومب، نادي فالينسيان                   | 206 (Ø 0,72) | 286           |
| 6      | روجيه بيانتوني | 1950–1966 | نادي نانسي، ستاد ريمس، نيس                            | 203 (Ø 0,52) | 394           |
| 7      | كيليان مبابي   | 2015–2024 | موناكو، باريس سان جيرمان                              | 191 (Ø 0,78) | 245           |
| 8      | جوزيف يوجلاكي  | 1947–1964 | نادي فرنسا، نادي سيت، نيم أولمبيك، نيس، راسينغ كولومب | 189 (Ø 0,43) | 438           |
| 9      | فلوري دي ناللو | 1960–1975 | أولمبيك ليون، نادي النجم الأحمر سانت أوين             | 187 (Ø 0,44) | 425           |
| 10     | كارلوس بيانكي  | 1973–1980 | ستاد ريمس، باريس سان جيرمان، نادي ستراسبورغ           | 179 (Ø 0,81) | 220           |

### قائمة الهدافين
قائمة هدافي الدوري في المواسم العشر الأخيرة

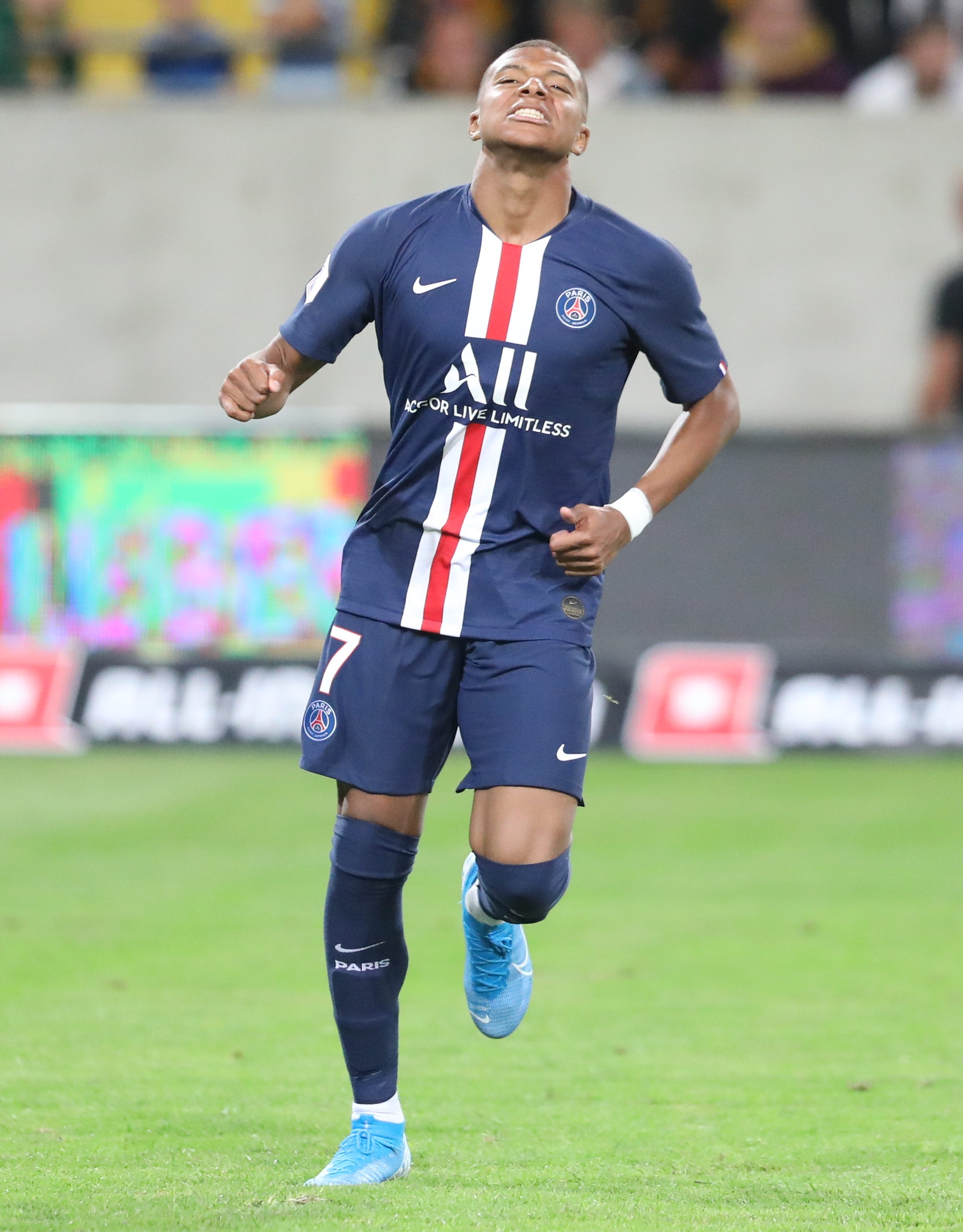
كيليان مبابي هداف موسم 2023-24

| الموسم  | اللاعب                   | النادي                  | عدد الأهداف |
| ------- | ------------------------ | ----------------------- | ----------- |
| 2014–15 | ألكسندر لاكازيت          | أولمبيك ليون            | 27          |
| 2015–16 | زلاتان إبراهيموفيتش      | باريس سان جيرمان        | 38          |
| 2016–17 | إدينسون كافاني           | باريس سان جيرمان        | 35          |
| 2017–18 | إدينسون كافاني           | باريس سان جيرمان        | 28          |
| 2018–19 | كيليان مبابي             | باريس سان جيرمان        | 33          |
| 2019–20 | كيليان مبابي وسام بن يدر | باريس سان جيرمان موناكو | 18          |
| 2020–21 | كيليان مبابي             | باريس سان جيرمان        | 27          |
| 2021–22 | كيليان مبابي             | باريس سان جيرمان        | 28          |
| 2022–23 | كيليان مبابي             | باريس سان جيرمان        | 29          |
| 2023–24 | كيليان مبابي             | باريس سان جيرمان        | 27          |

## وصلات خارجية
- موقع الرسمي
- موقع الاتحاد الفرنسي لكرة القدم